# Palazzo della Famiglia Borghese

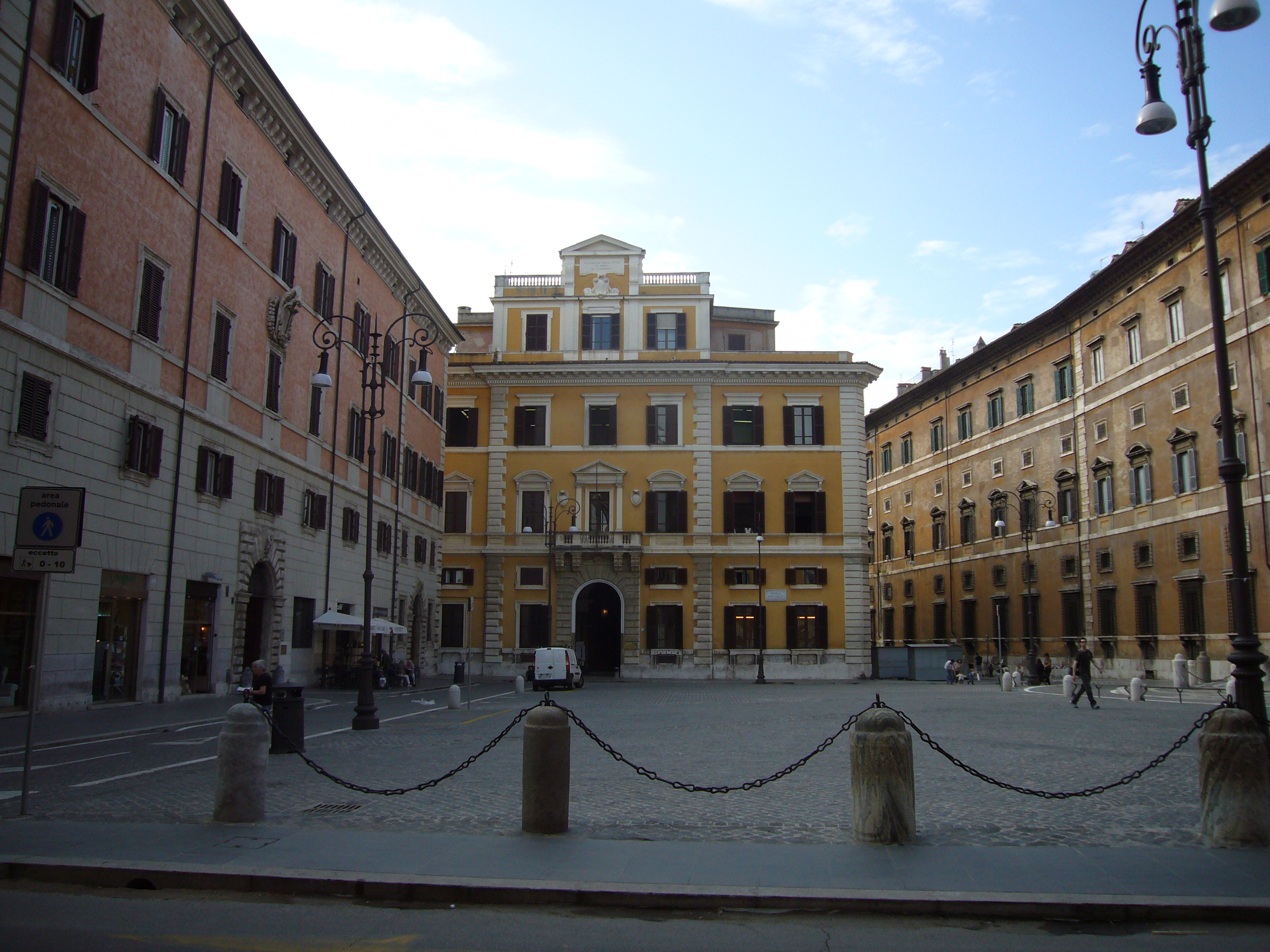
Nesta vista da Piazza Borghese, o Palazzo della Famiglia está à esquerda, o antigo estábulo no fundo e o Palazzo Borghese à direita.

Palazzo della Famiglia Borghese é um palácio barroco localizado na Piazza Borghese e parte do complexo de edifícios da família no rione Campo Marzio de Roma. O edifício era um anexo do enorme Palazzo Borghese, do outro lado da praça.

## História

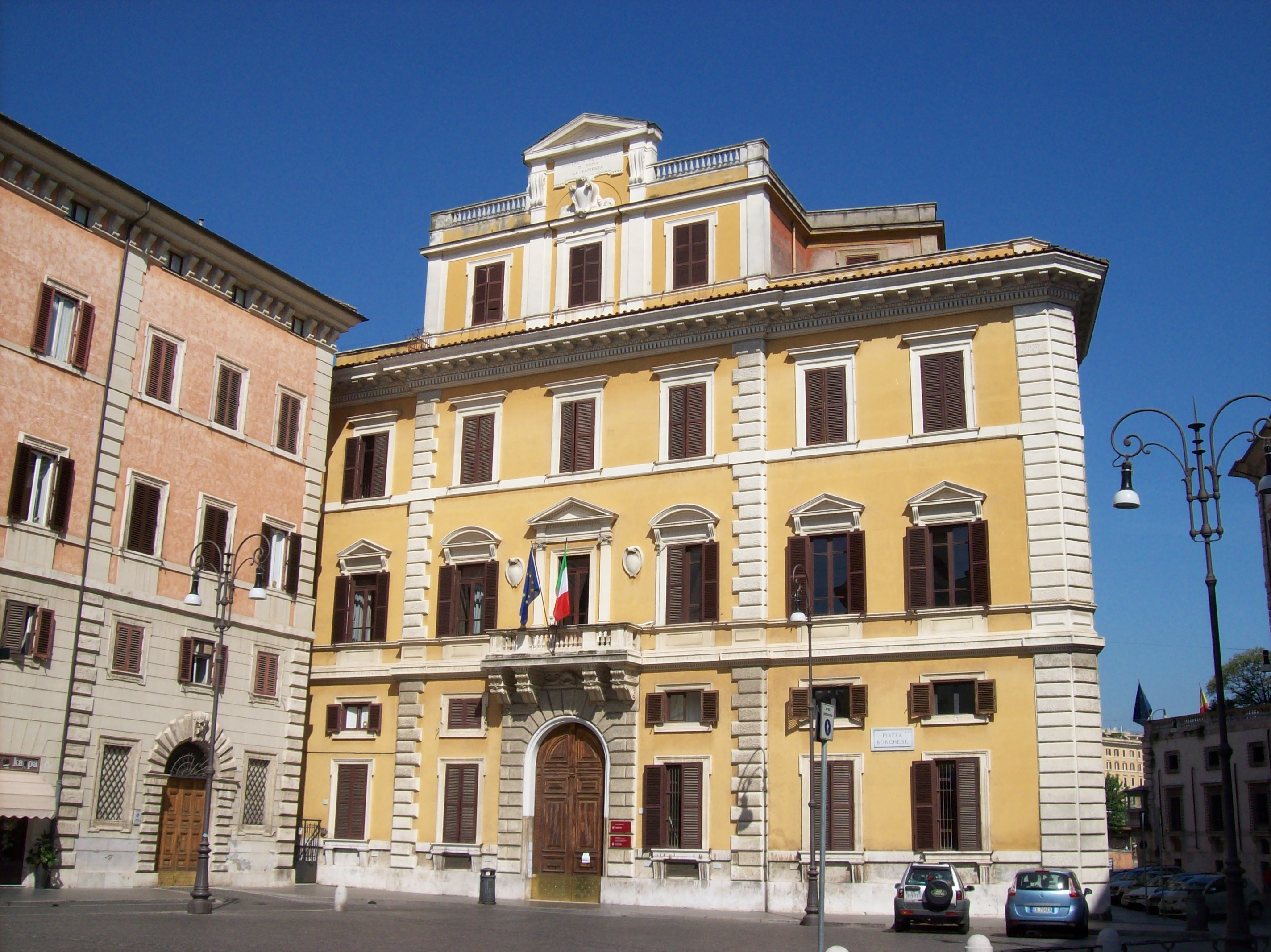
Detalhe do edifício dos antigos estábulos.

O cardeal Scipione Borghese (1577-1633) mantinha uma corte pessoal com mais de 200 pessoas. Como ele compartilhava o Palazzo Borghese com outros membros da família, ele construiu, entre 1624 e 1626, sob o comando dos arquitetos Sergio Venturini, Giovanni Maria Bolino, Antonio De Battistis e Giovanni Battista Soria, um outro palácio completamente separado para seus assistentes e criados. Durante sua vida, este novo palácio era conhecido como Palazzo della Famiglia del Cardinale. O projeto é bem simples, mas não sem sua graça.
Projetado por Antonio De Baptistis, o edifício apresenta, no centro da fachada, um enorme brasão da família Borghese e três portais rusticados intercalados com aberturas para lojas.
Do lado esquerdo da fachada está um edifício que servia antes como estábulo para o complexo. Na década de 1920, neste local foi construído por Giuseppe Marmiroli um novo edifício para o Istituto Superiore di Scienze Economiche e Commerciali, da Universidade de Roma - La Sapienza, inaugurado em 1928 pelo rei Umberto III da Itália. Em 1970, o Istituto se mudou para uma nova sede na Via del Castro Laurenziano e o edifício passou para a Faculdade de Arquitetura da Universidade.